# Platyceps messanai
Platyceps messanai är en ormart som beskrevs av Schätti och Lanza 1989. Platyceps messanai ingår i släktet Platyceps och familjen snokar. Inga underarter finns listade i Catalogue of Life.
Arten förekommer i norra Somalia. Honor lägger ägg.